# Club Athletico Paranaense
Club Athletico Paranaense is een Braziliaanse voetbalclub uit de stad Curitiba in de staat Paraná. De club is opgericht op 26 maart 1924 als fusieclub van Internacional en América uit Curitiba. Atlético's belangrijkste titels zijn het landskampioenschap van 2001, het kampioenschap van de série B in 1995, en de Copa Sudamericana in 2018. Het thuisstadion is de in 1999 gebouwde Kyocera Arena, ook wel bekend als Arena da Baixada, dat plaats biedt aan 32.864 mensen. De grootste rivaal van Atlético is Coritiba. Tot december 2018 speelde de club onder de naam Atlético Paranaense of Atlético-PR om zich te onderscheiden van andere Atlético's waaronder Atlético Mineiro. De club greep naar de oprichtingsnaam uit 1924 terug om meer onderscheid te maken.

## Geschiedenis
Atlético Paranaense werd opgericht in 1924 na een fusie tussen Internacional SC en América FBC uit Curitiba. De club nam één clubkleur van elk team over en werd dus rubro-negro, ofwel zwart-rood. Het thuisveld werd dat van Internacional: Água Verde, in de gelijknamige wijk.
América FBC werd op 24 mei 1914 opgericht. Vanaf 1915 nam de club deel aan het Campeonato Paranaense, het staatskampioenschap. In 1917 fuseerde de club met Paraná Sports Club om zo meer succes te hebben en werd América-Paraná SC. De fusie wierp vruchten af en de club werd kampioen, maar na een slechte notering het jaar erna werd de fusie ongedaan gemaakt. In 1924 fuseerde de club met Internacional SC en werd zo Clube Atlético Paranaense.
De eerste wedstrijd speelde Atlético op 6 april 1924 tegen Universal, dat bij de gelegenheid met 4-2 werd verslagen. In 1925 haalde het haar eerste titel door voor Savóia te eindigen in de Campeonato Paranaense; het staatskampioenschap. In 1949 haalde de club haar tiende staatskampioenschap op zo'n wervelende manier dat de bijnaam van de club Furacão werd, hetgeen "orkaan" betekent.
In 1995, na een verpletterende nederlaag van 5-1 tegen aartsrivaal Coritiba kwam er een nieuw bestuur, dat het programma "Atlético Total" lanceerde. Het bleek een van de beste beslissingen ooit te zijn, want vanaf dat moment werd binnen 10 jaar promotie afgedwongen, het landskampioenschap behaald en zelfs de finale van de Copa Libertadores bereikt.
In 1997 werd het oude stadion Joaquim Américo gesloopt om ruimte te maken voor het nieuwe stadion, dat tot de modernste van Latijns-Amerika behoort: de Arena da Baixada, dat in 1999 af was. In 2004 sloot Atlético een sponsorcontract af waardoor het stadion hernoemd werd tot "Kyocera Arena". Een jaar later, in 2005, kon Atlético eindelijk het laatste stukje grond kopen dat jarenlang verhinderd had dat zij hun stadion af konden bouwen.
In 2001 won Atlético voor het eerst het landskampioenschap van Brazilië, 16 jaar nadat stadsgenoot Coritiba de eerste naar Curitiba had gehaald. In de finalewedstrijden versloeg Atlético tegenstander São Caetano met 4-2 en 1-0. Drie jaar later, in 2004, werd Atlético tweede achter Santos FC. Lange tijd voerde Atlético de lijst aan, maar een nederlaag in de op een na laatste wedstrijd van het seizoen verstoorde het feest voor de zwart-roden. Wel werd Atlético spits Washington topscorer met 34 doelpunten, een getal dat nog nooit is voorgekomen in de 30-jarige geschiedenis van de Brasileirão.
In 2005 haalde Atlético de finale van de Copa Libertadores, na onder andere Santos FC en Chivas te hebben uitgeschakeld. Door de regelgeving van de Copa Libertadores echter, mocht er geen finalewedstrijd in het stadion van Atlético plaatsvinden omdat het een gebrek aan capaciteit had. De noodtribunes die Atlético liet bouwen werden afgekeurd, deels door druk van tegenstander São Paulo, en dus moest men uitwijken naar het Beira-Rio in Porto Alegre. De eerste wedstrijd eindigde in een 1-1 gelijkspel. Volgens veel fans van Atlético was het anders verlopen als men in Curitiba had gespeeld. De statistieken zijn het met hen eens: de zes wedstrijden die Atlético ooit in haar eigen stadion tegen São Paulo speelde, werden allemaal gewonnen. Sinds november 2010 werkt de club samen met Vitesse Arnhem. In 2011 degradeerde de club naar de Série B, maar kon na één seizoen terugkeren. In 2024 volgde een nieuwe degradatie. 

## Logos
| Logos     | Logos | Logos     | Logos     | Logos     | Logos     | Logos    |
| 1924–1934 | 1934  | 1934–1988 | 1989–1996 | 1997–2001 | 2002–2018 | 2019–... |
| --------- | ----- | --------- | --------- | --------- | --------- | -------- |

## Stadion

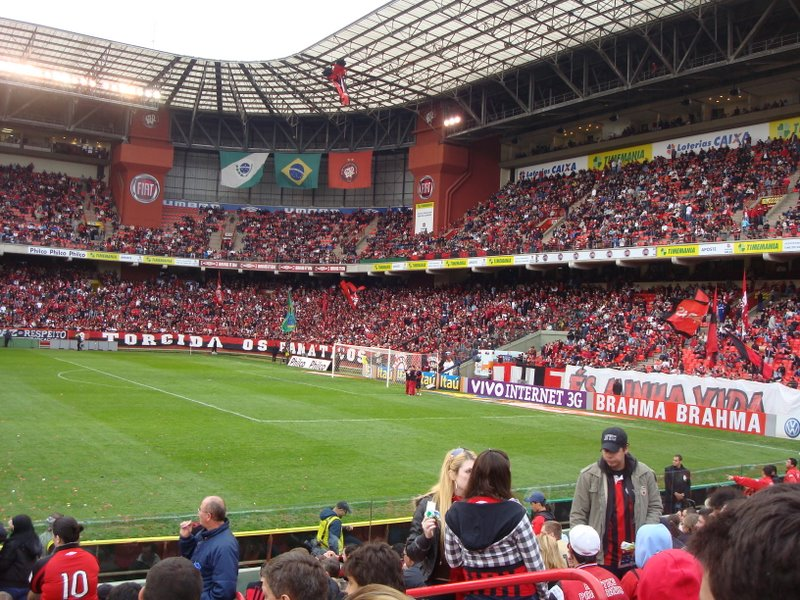
Arena da Baixada

Het stadion van Atlético Paranaense is de "Kyocera Arena", beter bekend als de "Baixada" of "Arena" vanwege haar oude naam (Arena da Baixada), of "Caldeirão" (vrij vertaald heksenketel) vanwege de goede sfeer die bij veel wedstrijden heerst. Het huidige stadion is al het derde op die plaats sinds de club werd opgericht in 1924. Het huidige stadion staat er sinds 1999.
De grootste charme van het stadion is dat, net als in het Engels voetbal, de supporters dicht op het veld staan. Het stadion heeft een capaciteit van 32.000 met alleen maar zitplaatsen, hetgeen niet veel voorkomt in Brazilië. Na 10 jaar juridisch getouwtrek is Atlético er eindelijk in geslaagd het laatste stukje grond te bemachtigen dat nodig is om het stadion af te bouwen: sinds de bouw in 1999 gaan de tribunes slechts driekwart rond, en is één lange kant van het veld totaal open. De nieuw te bouwen kant zat al in het originele ontwerp, en zal onder andere de perstribune herbergen. De bouw staat gepland voor 2007 en de opening van het nieuwe, afgebouwde stadion moet in het eerste halfjaar van 2008 plaatsvinden. Daarmee zal de uiteindelijke capaciteit oplopen tot 42.000.

## Erelijst
Internationaal
- CONMEBOL Sudamericana: 2018, 2021
- J.League Cup / Copa Sudamericana Championship: 2019

Nationaal
- Série A: 2001
- Copa do Brasil: 2019
- Seletiva Libertadores: 1999
- Série B: 1995

Regionaal
- Campeonato Paranaense: 1925, 1929, 1930, 1934, 1936, 1940, 1943, 1945, 1949, 1958, 1970, 1982, 1983, 1985, 1988, 1990, 1998, 2000, 2001, 2002, 2005, 2009, 2016, 2018, 2019, 2020, 2023, 2024
- Copa Paraná: 1998, 2003

## Bekende (oud-)spelers
- Alfredo Gottardi Júnior
- Alex Mineiro
- Assis
- Bellini
- Caju
- Djalma Santos
- Renan Lodi
- Dorval
- Santiago García
- Felipe Gedoz
- Jackson do Nascimento
- Lucas
- Neto
- Oséas
- Sicupira
- Washington
- Kléberson
- Jadson
- Krzysztof Nowak
- Mariusz Piekarski
- Paulo Rink
- Abdullah Al Kamali
- Joffre Guerrón
- Gilson de Souza
- Gutavo Matosas